# Bezenye
Bezenye là một thị trấn thuộc hạt Győr-Moson-Sopron, Hungary. Thị trấn này có diện tích 30,03 km², dân số năm 2010 là 1436 người, mật độ 48 người/km².